# Gungnaebu
Le Gungnaebu (궁내부, lit. « département de la Maison royale ») est un bureau du gouvernement coréen chargé des affaires liées à la  maison royale durant la période Joseon,. Dans l'organisation gouvernementale, la division entre les affaires courantes et les affaires royales n'est pas distinctive. Il existe plusieurs subdivisions telles que le Jonchinbu, l'Uibinbu, le Donnyeongbu et d'autres, dont certaines sont exploitées de manière indépendante ou appartiennent aux six ministères de Joseon (en).
L'actuelle Administration du patrimoine culturel de Corée  revendique descendre du Gungnaebu.
Le Jongchinbu préserve la généalogie et les portraits de la lignée royale, gère les habits du roi et de la reine et s'occupe des proches du roi. L'Uibinbu s'occupe des affaires concernant un gendre du roi, tandis que le Donnyeongbu gère les affaires visant à cultiver l'amitié mutuelle entre les parents du roi et de la reine.

## Organisation
Le Gungnaebu supervise les affaires de la famille royale. Il est subdivisé en de nombreuses organisations subordonnées. Il y a un ministre, un vice-ministre, trois Juimgwans, deux traducteurs, dix Jusas et 15 fonctionnaires spéciaux.

## Liste des ministres
1. Prince impérial Heung (en) (15 juillet 1894 dans le calendrier lunaire[7] - 15 mai 1895 dans le calendrier lunaire[8])
2. Yun Yong-gu (20 mai 1895 dans le calendrier lunaire[9] - 29 juin 1895 dans le calendrier lunaire[10])
3. Yi Gyung-jik (? -?)
4. Prince impérial Heung (20 août 1895 dans le calendrier lunaire[11] - 11 février 1896[12])
5. Yi Jae-sun (11 février 1896[13] - ?)
6. Min Young-gyu (1er octobre 1897[14] - ?)
7. Yi Jae-sun (11 juillet 1898[15] - ?)
8. Yun Yong-gu (11 octobre 1898[16] - 19 October 1898[17])
9. Min Byeong-suk (20 octobre 1898[18] - 24 November 1898[19]
10. Min Young-gu (24 novembre 1898[19] - ?)
11. Yi Jae-sun (21 décembre 1898[20] - ?)
12. Yi Jae-wan (25 juin 1899[21] - ?)
13. Min Young-so (27 décembre 1902[22] - ?)
14. Yi Jae-wan (? - ?)
15. Min Byeong-suk
16. Min Young-cheol
17. Yi Jae-guk
18. Yi Geun-sang
19. Yun Yong-gu
20. Shim Sang-hun
21. Yi Jae-guk
22. Park Yeong-hyo
23. Yi Yun-yong
24. Min Byeong-suk